# The Singles 86-98
Pour les articles homonymes, voir The Singles.
Albums de Depeche Mode
Ultra
(1997) Exciter
(2001)
Singles
1. Only When I Lose Myself
Sortie : 7 septembre 1998

The Singles 86>98 est une compilation de singles du groupe Depeche Mode, sortie en 1998. C'est la suite de la précédente compilation de singles intitulée The Singles 81-85, qui est également rééditée la même année. Cette compilation recense tous les singles sortis entre 1986 et 1998, s'étalant ainsi sur cinq albums studio allant de Black Celebration à Ultra. Un titre inédit est également présent et a été sorti en single, il s'agit de Only When I Lose Myself. L'album contient aussi Little 15 (tiré de Music for the Masses, et sorti à l'origine en single seulement en Europe), sans oublier la version live de Everything Counts (tirée de 101) qui sortit également en single en 1989. Tous les titres présents sur The Singles 86>98 ont été remastérisés comme pour le premier volume ressorti, The Singles 81→85.
Depeche Mode est parti en tournée mondiale afin de promouvoir cette compilation et de marquer son retour sur la scène après plus de quatre ans d'absence. Le groupe n'était en effet pas parti en tournée après la sortie de Ultra en 1997.

## Liste des titres
| 1.  | Stripped (7" Version)                | 3:51 |
| 2.  | A Question of Lust (7" Version)      | 4:31 |
| 3.  | A Question of Time (7" Version)      | 4:00 |
| 4.  | Strangelove (7" Version)             | 3:47 |
| 5.  | Never Let Me Down Again (7" Version) | 4:22 |
| 6.  | Behind the Wheel (7" Version)        | 4:00 |
| 7.  | Personal Jesus (7" Version)          | 3:46 |
| 8.  | Enjoy the Silence (7" Version)       | 4:16 |
| 9.  | Policy of Truth (7" Version)         | 5:14 |
| 10. | World in My Eyes (7" Version)        | 3:57 |

| 1.  | I Feel You                           | 4:35 |
| 2.  | Walking in My Shoes (Single version) | 5:02 |
| 3.  | Condemnation (Paris Mix)             | 3:23 |
| 4.  | In Your Room (Zephyr Mix)            | 4:50 |
| 5.  | Barrel of a Gun                      | 5:26 |
| 6.  | It's No Good                         | 5:59 |
| 7.  | Home                                 | 5:46 |
| 8.  | Useless (Remix)                      | 4:53 |
| 9.  | Only When I Lose Myself              | 4:41 |
| 10. | Little 15                            | 4:14 |
| 11. | Everything Counts (Live)             | 6:38 |

| 1. | Rush (Wild Planet Mix)                 | 6:23  |
| 2. | Enjoy the Silence (The Quad:Final Mix) | 15:25 |
| 3. | World in My Eyes (Safar Mix)           | 8:30  |
| 4. | Dangerous (Hazchemix Edit)             | 3:02  |

## Crédits
Depeche Mode :
- David Gahan – chant
- Martin Gore – guitare, synthétiseurs, mélodica sur Everything Counts, chœurs, chant sur A Question Of Lust et Home
- Andrew Fletcher – synthétiseurs
- Alan Wilder, membre de 1982 à 1995 – synthétiseurs, piano sur Condemnation, basse sur Walking In My Shoes, batteries sur I Feel You, programmation

Toutes les chansons sont l’œuvre de Martin Gore.
Toutes les chansons sont chantées par Dave Gahan, à l'exception de A Question of Lust et Home qui sont chantées par Martin Gore.
Stripped, A Question of Lust, et A Question of Time ont été produits par Depeche Mode, Daniel Miller, et Gareth Jones.
Strangelove et Behind the Wheel ont été produits par Depeche Mode et Dave Bascombe.
Never Let Me Down Again et Little 15 ont été produits par Depeche Mode, Daniel Miller, et Dave Bascombe.
Personal Jesus, Enjoy the Silence, Policy of Truth, World in My Eyes", I Feel You, Walking in My Shoes, Condemnation, et In Your Room ont été produits par Depeche Mode et Flood.
Barrel of a Gun, It's No Good, Home, Useless, et Only When I Lose Myself ont été produits par Tim Simenon.
Everything Counts (Live) a été produit par Depeche Mode.

## The Videos 86>98
Albums de Depeche Mode
Devotional
(1993) One Night in Paris
(2002)
À l'occasion de la sortie de The Singles 86>98, le groupe a également publié une compilation de clips musicaux intitulée The Videos 86>98. Ce DVD a été ressorti en 2002 sous le nom The Videos 86-98+, avec plus de vidéos et des EPK.
Disque 1
1. Intro
2. Stripped
3. A Question of Lust
4. A Question of Time
5. Strangelove [unedited]
6. Never Let Me Down Again (version courte)
7. Behind the Wheel (version courte)
8. Little 15
9. Everything Counts (Live)
10. Personal Jesus
11. Enjoy the Silence
12. Policy of Truth
13. World in My Eyes (version MTV)
14. I Feel You
15. Walking in My Shoes [unedited]
16. Condemnation (version extraite de Devotional)
17. In Your Room
18. Barrel of a Gun (original)
19. It's No Good
20. Home
21. Useless
22. Only When I Lose Myself
23. Depeche Mode - A Short Film

Disque 2
1. Vidéos
  1. But Not Tonight
  2. Strangelove (version de 1988)
  3. Condemnation
  4. One Caress
2. Courts métrages
  1. Violator - Electronic Press Kit
  2. Songs of Faith and Devotion - Electronic Press Kit
  3. Ultra - Electronic Press Kit